# Коннор, Патрик Эдвард
Патрик Эдвард Коннор (англ. Patrick Edward Connor; 17 марта 1820 — 17 декабря 1891) — офицер армии США,  участник Индейских войн.

## Биография
Патрик Эдвард O'Коннор родился в графстве Керри, Ирландия. Он иммигрировал в США и 28 ноября 1838 года поступил на службу в американскую армию. Принимал участие в Семинольских войнах.
С началом Американо-мексиканской войны записывается в отряд Техасских добровольцев в чине первого лейтенанта и меняет фамилию на Коннор. Рота Коннора участвовала в походе Джона Вула, а по прибытии в Салтилло была присоединена ко 2-му Иллинойсскому пехотному полку. В феврале 1847 года Коннор командовал этой ротой во время сражения при Буэна-Виста. Коннор был ранен в бою и 24 марта 1847 года подал в отставку из-за ревматизма.
После окончания войны Коннор отправился в Калифорнию, где в составе Калифорнийских рейнджеров участвовал в поимке преступников. Руководил рейнджерами Гарри Лав. В июле 1853 года отряд капитана Лава выследил и убил Хоакина Мурьету.
Во время Гражданской войны возглавил отряд Калифорнийских добровольцев и был направлен в Юту. Когда начались столкновения с враждебными индейцами, Коннор решил покорить их любой ценой. Он составил план широкомасштабного наступления на их ближайший лагерь. 29 января 1863 года армия Патрика Коннора атаковала селение северных шошонов на Бэр-Ривер. Приблизительно через два часа после начала битвы у индейцев кончились боеприпасы и сражение превратилось в резню. Солдаты Коннора убили множество женщин и детей, не оказывающих никакого сопротивления. Имущество шошонов было уничтожено. Это событие стало известно как Резня на Бэр-Ривер. Хотя действия Коннора были подвергнуты критике, он добился желаемого результата, положив конец нападениям шошонов и банноков в этом районе Запада США.
После бойни на Бэр-Ривер он был произведён в чин бригадного генерала. В 1865 году Коннор возглавил карательную экспедицию против сиу и шайеннов. Кампания закончилась полным провалом, её единственным успехом был захват лагеря северных арапахо.
Выйдя в отставку Коннор поселился в Солт-Лейк-Сити, где и скончался 17 декабря 1891 года.